# Eucyrtopogon nebulo
Eucyrtopogon nebulo är en tvåvingeart som först beskrevs av Osten Sacken 1877.  Eucyrtopogon nebulo ingår i släktet Eucyrtopogon och familjen rovflugor. Inga underarter finns listade i Catalogue of Life.